# Суха Балка (Мостівська сільська громада)
Суха́ Ба́лка —  село в Україні, в Мостівській сільській громаді Вознесенського району Миколаївської області. Населення становить 752 осіб. До 2016 року центр — Сухобалківської сільської ради.

## Населення

### Мова
Розподіл населення за рідною мовою за даними перепису 2001 року:
| Мова            | Кількість | Відсоток |
| --------------- | --------- | -------- |
| українська      | 709       | 94.28%   |
| російська       | 19        | 2.53%    |
| румунська       | 6         | 0.80%    |
| вірменська      | 3         | 0.40%    |
| білоруська      | 2         | 0.27%    |
| гагаузька       | 1         | 0.13%    |
| інші/не вказали | 12        | 1.59%    |
| Усього          | 752       | 100%     |